# Cebrones del Río (kommun)
Cebrones del Río är en kommun i Spanien.   Den ligger i provinsen Provincia de León och regionen Kastilien och Leon, i den nordvästra delen av landet, 270 km nordväst om huvudstaden Madrid. Antalet invånare är 546.